# Lloro menut pit-roig
El lloro menut pit-roig (Micropsitta bruijnii) és una espècie d'ocell de la família dels psitàcids que habita els boscos de les muntanyes de les illes Buru i Seram (a les Moluques), Nova Guinea, illes Bismarck i Salomó.